# 漢高鎮區 (明尼蘇達州清水縣)
漢高鎮區（英語：Hangaard Township）是位於美國明尼蘇達州清水縣的一個行政鎮區。此鎮區得名自來自挪威的早期定居者貢德·G·漢高（Gunder G. Hangaard）。

## 地方資料
漢高鎮區的面積為56.90平方千米，當中陸地面積為56.90平方千米，而水域面積為0.00平方千米。根據2020年美國人口普查的數據，當地共有人口6人，而人口密度為每平方千米0.11人。